# Gare d'Amanohashidate
La gare d'Amanohashidate (天橋立駅, Amanohashidate-eki) est une gare ferroviaire localisée dans la ville de Miyazu, dans la préfecture de Kyoto, au Japon. La gare est exploitée par la compagnie Kyoto Tango Railway, sur la ligne Miyazu. On trouvera pas loin, la baie de Miyazu, où se trouve le célèbre Amanohashidate.

## Disposition des quais
La gare d'Amanohashidate est une gare disposant de deux quais et de trois voies.
| N° de voie | Ligne        | Direction |
| ---------- | ------------ | --------- |
| 1          | ▆ KTR Miyazu | Miyazu    |
| 2          | ▆ KTR Miyazu | Toyooka   |
| 2          | ▆ KTR Miyazu | Miyazu    |
| 3          | ▆ KTR Miyazu | miyazu    |
| 3          | ▆ KTR Miyazu | Toyooka   |

## Gares/Stations adjacentes
| Kyoto Tango Railway |              |               |              |                  |
| Direction Toyooka   | Ligne Miyazu | Ligne Miyazu  | Ligne Miyazu | Direction Miyazu |
| Yosano T17          |              | Rapid Service |              | Terminus T15     |
| Iwatakiguchi T16    |              | Local         |              | Miyazu 14        |

- Les Limited Express Hashidate et Tango Relay s'arrêtent à cette gare

| Limited Express |  |             |  |        |
| Miyazu          |  | Hashidate   |  | Yosano |
| Miyazu          |  | Tango Relay |  | Yosano |

## Intermodalité
Le funiculaire Amanohashidate est situé à proximité de la gare.